# Amblycheila katzi
Amblycheila katzi es una especie de escarabajo del género Amblycheila, categorizada en la tribu Amblycheilini, de la familia Cicindelidae. Fue descrita por Duran & Roman en 2019.
Se distribuye por América del Norte: Estados Unidos. Fue publicada en A new petrophilous tiger beetle from the Trans-Pecos region of Texas and revised key to the genus Amblycheila (Coleoptera, Carabidae, Cicindelinae). -. ZooKeys, 893: 125-134. (2019).